# Dež na Silvestrovo
V romanu Dež na Silvestrovo Janeza J. Švajncerja (1984) sledimo življenjski zgodbi sodnika Ivana od mladih let v vojni pa vse do sodobnega časa. Zgodba se ne bere kronološko, ampak vsebuje retrospektive, dogodke iz preteklosti, na katere se spominja. 

## Vsebina
Glavna oseba romana je sodnik Ivan. Med drugo svetovno vojno se je skrival pred Nemci, v skrivališču je doživel svojo prvo ljubezen. Nato se je pridružil partizanom in šel na pohod Štirinajste divizije na Štajersko. Ker je bil še mlad, so ga poslali na šolanje v Sovjetsko zvezo, v domovino se je vrnil tik pred resolucijo Informbiroja. Zaposlil se je v Nišu kot letalski oficir oziroma pilot. Zaljubil se je v vojaško zdravnico in zato prišel navzkriž z nadrejenimi. Poročil se je in imel dva sinova. Doštudiral je pravo in postal sodnik. Žena ga je z otrokoma zapustila in ostal je sam. Ostalo mu je le še članstvo v lovski družini, katere se je oklepal, čeprav že dolgo ni več hodil na lov. Ta se mu je zameril, ko je ponesreči ustrelil psa. Zelo ga je prizadela tudi smrt botra Franca. Ko so do njega prišle govorice, da ga nameravajo izločiti iz lovske družine, ker je želel odpraviti nepravilnosti med člani, so se mu porušili vsi ideali, v katere je verjel. Razen srečanj s starimi prijatelji in občasne ženske družbe je živel mirno in samotno življenje. Zdelo se mu je, da samo še čaka na smrt. Veliko je razmišljal o svojih napakah. Zbolel je in umrl v bolnišnici. Ob njem sta bila njegov sin in vnuk.
V zgodbi se pojavlja klic divjih gosi, ki simbolizira Ivanovo človeško hrepenenje. Nikoli ni izživel svojega ideala ljubezni. Ko želi razkrinkati člane lovskega društva, se pokaže njegova naivna donkihotska narava. Prizadevanje, da bi svet naredil pravičen, naleti na posmeh, imajo ga za čudaka. Stara razpadla domačija, ki jo na starost obišče, je podoba njegove prazne in zapuščene notranjosti. 

## Komentarji in kritike
Janez J. Švajncer je mlajši pisatelj. Roman Dež na Silvestrovo je šele drugo njegovo prozno delo, vendar z njim izkazuje nenavadno zrelost. Ne samo glede na to, da v romanu prikazuje usodo nekega človeka starejše generacije, ampak tudi glede na globoka življenjska spoznanja, ki so navadno plod resničnih doživetij, v našem primeru pa dokazujejo zrelo sposobnost za vživljanje v druge ljudi. /.../ Drugi ljudje prihajajo v pripoved le zato, da so lahko Ivanovi sopotniki in sogovorniki, a nobena od teh oseb ni tako izrazita, da bi mogla predstavljati še kakšno drugačno gledanje na stvari, pa naj gre za Ivanove kolege v vojaški garniziji, za njegove lovske tovariše ali za maloštevilne ženske, ki so stopale v njegovo življenje. Ves svet se torej osreduje v njem samem, izven njega ni ničesar več, vsa doživetja, ki jih pisatelj prileplja na usodo tega odpisanega človeka, so le mimobežne dogodivščine, nič več pomembne za njegov status v družbi, kvečjemu mu še obujajo nostalgijo po nekdanjem živem človeku ali zbujajo hrepenenje po nemogočem. /.../ Švajncerjevo pripovedovanje o Ivanovi usodi ne poteka po kronološko ravni črti, tako kot naj bi se stvari v resnici dogajale, ampak z retrospektivami oziroma kot izbrana poglavja iz preteklega in sedanjega sodnikovega življenja. To pa niti ne moti posebno, zakaj pisatelj kljub tej nekoliko raztrgani kompoziciji dovolj sistematično gradi notranjo podobo svojega junaka. Končna sodba o tem Švajncerjevem romanu je vsekakor pozitivna, čeprav je v njem marsikaj (zlasti kar zadeva stranske epizode) bolj nakazano kot do konca izdelano. 
 (Jože Šifrer)

### Kritike
- Nada Gaborovič. Borec 11 (1984). 692–693.
- Jože Šifrer. Zrela pripoved o neki povojni usodi. Delo 16. 08. (1984). 8. dLib